# インテリア科
インテリア科は、日本の学校等にある学科および教科の名称。主には、建築/住居のインテリア・内装、工芸家具などの専門科目が設置されている高等学校などで、インテリアの計画設計・施工などの基本的知識と技術を修得する学科。専門科目のうちインテリアデザイン基礎と基本を学ぶ。

## 設置している施設

### 短期大学
- 奈良芸術短期大学　-　建築インテリア科

### 専修学校
- 中央工学校　-　 工業専門課程 建築室内設計科
- トライデントデザイン専門学校　-　建築インテリア科
- 専門学校東京テクニカルカレッジ　-　インテリア科
- フェリカ建築&デザイン専門学校 工業専門課程 インテリア設計科 空間デザインコース
- 青山製図専門学校 製図専門課程（工業） 建築インテリア工学科

### 専門高等学校
- 香川県立高松工芸高等学校　-　定時制課程インテリア科
- 香川県立善通寺西高等学校　-　インテリア科
- 熊本県立熊本工業高等学校　-　建築科のほかに、インテリア科
- 熊本県立八代工業高等学校　-　インテリア科
- 熊本県立球磨工業高等学校  -  建築科(建築コース、伝統建築コース)
- 岡山県立高梁城南高等学校　-　インテリア科(旧工芸科）
- 沖縄県立浦添工業高等学校　-　インテリア科（旧沖縄県立沖縄工業高等学校から）ほかにデザイン科も
- 東京都立工芸高等学校　-　インテリア科
- 大阪市立工芸高等学校　-　（旧大阪市立工芸学校）インテリアデザイン科（他に建築デザイン科がある）
- 大阪市立第二工芸高等学校　-　インテリア科。ほかは建築科とクラフト科、デザイン科。定時制課程インテリア科
- 岩手県立水沢工業高等学校　-　インテリア科(旧工芸科）
- 岐阜県立高山工業高等学校　-　インテリア科
- 宮崎県立宮崎工業高等学校　-　建築科のほかにインテリア科
- 宮崎県立都城工業高等学校　-　インテリア科（旧工芸科）
- 宮城県工業高等学校　-　インテリア科
- 広島県立宮島工業高等学校　-　インテリア科（旧全日制・工芸科）
- 広島県立府中東高等学校　-　インテリア科（旧工業デザイン科）
- 高知県立高知工業高等学校　-　インテリア科（旧工芸科）。その他建築科、総合デザイン科など
- 堺市立堺高等学校　-　建築インテリア創造科
- 山梨県立峡南高等学校　-　建築インテリア科
- 鹿児島県立川内商工高等学校　-　インテリア科
- 鹿児島県立隼人工業高等学校　-　インテリア科
- 青森県立弘前工業高等学校　-　建築科のほかに、インテリア科（旧木工科）
- 静岡県立静岡工業高等学校　-　インテリア科（旧工芸科）
- 石川県立輪島実業高等学校　-　インテリア科（旧木材工芸科）インテリアデザインコースと建設コースが設置
- 千葉県立市川工業高等学校　-　建築科のほかに、インテリア科
- 長崎県立長崎工業高等学校　-　インテリア科
- 長野県臼田高等学校　-　インテリア科（旧木材工芸科）
- 長野県木曽山林高等学校　-　インテリア科。ほかに林業科
- 長野県木曽青峰高等学校　-　普通科、理数科のほかに森林環境科とインテリア科
- 徳島県立徳島科学技術高等学校(旧徳島県立徳島東工業高等学校)　-　インテリア科
- 福岡県立大川工業高等学校　-　インテリア科
- 福岡市立博多工業高等学校　-　インテリア科（II類）
- 福島県立会津工業高等学校　-　建築インテリア科
- 名古屋市立工芸高等学校　-　インテリア科、グラフィックアーツ科、デザイン科などの7つの専門科を有する
- 和歌山県立和歌山工業高等学校　-　建築科のほかに、インテリア科

#### 過去に設置していた専門高等学校
- 青森県立青森工業高等学校　-　2009年度にインテリア科を廃止
- 三重県立上野工業高等学校　-　工芸・デザイン科の募集を停止してインテリア科を設置したが、建築科と統合して、住環境工学科になる
- 鹿児島県立鹿児島工業高等学校　-　工芸科をインテリア科と改称したが、新たに再編
- 北海道函館工業高等学校　-　工芸科をインテリア科に学科転換したが、現在インテリア科募集停止
- 秋田県立能代工業高等学校　-　木材工芸科をインテリア科にしたが、現在募集停止し、建築科と統合して建築・木材科になる
- 堺市立工業高等学校　-　堺市立商業高等学校・堺市立第二商業高等学校・堺市立第二工業高等学校・同校が2008年に統廃合され,2010年には平行になった。統合された堺市立堺高等

　　　　　　　　　　　　　学校でも、建築インテリア創造科として　インテリアは存在している。

## 設置している職業訓練施設

### 過去に設置していた職業訓練施設
- 宮城職業能力開発促進センターインテリアコーディネーター実務科（委託訓練、委託先：株式会社ホームテックス、実施期間：2009年07月17日～10月16日）
- 岡山職業能力開発促進センターインテリア内装科（委託訓練、委託先：有限会社プラスワン、実施期間：2009年5月1日～7月31日）